# Chlorure d'yttrium(III)
Le chlorure d'yttrium(III) est un composé inorganique, sel d'yttrium et de chlore. Il existe sous deux formes, l'hexahydrate, YCl3.6 H2O et la forme anhydre, YCl3. Les deux sont des solides incolores très solubles dans l'eau et déliquescents.

## Structure
YCl3 adopte une structure monoclinique avec les ions chlorure disposés selon un arrangement compact et les ions yttrium occupant un tiers des sites octaédriques, l'octaèdre résultant YCl6 partageant trois arêtes avec l'octaèdre adjacent, lui donnant une structure en couches. Cette structure est partagée par plusieurs composés, notamment le AlCl3.

## Préparation et réactions
YCl3 est souvent préparé par la "route du chlorure d'ammonium", en partant soit de Y2O3, soit de l'oxychlorure, ou du chlorure hydraté YCl3·6H2O. Ces méthodes produisent (NH4)2[YCl5] :
10 NH4Cl  +  Y2O3  →  2 (NH4)2[YCl5]  +  6 NH3 + 3 H2O
YCl3·6H2O + 2 NH4Cl → (NH4)2[YCl5] + 6 H2O
Le pentachlorure se décompose thermiquement selon l'équation suivante :
(NH4)2[YCl5]   →   2 NH4Cl  +  YCl3
La réaction de thermolyse a lieu par l'intermédiaire de (NH4)[Y2Cl7].
Le traitement de Y2O3 avec du HCl aqueux produit le chlorure hydraté (YCl3·6H2O). Lorsqu'il est chauffé, ce sel produit de l'oxychlorure d'yttrium plutôt que de retourner à la forme anhydre.